# موش‌تباران چمنی
موش‌تباران چمنی (نام علمی: Akodontini) نام یک تبار از زیرخانواده سینی‌دندانیان است.